# 仙台東宝劇場
仙台東宝劇場（せんだいとうほうげきじょう）は、かつて宮城県仙台市青葉区中央2丁目に所在していた東宝系の映画館である。
神奈川県横浜市で横浜東宝会館などの映画館を経営していた東宝関東興行が運営・経営していたが、後年は近隣の日乃出劇場などや東京都新宿区で新宿スカラなどの映画館を経営していた三和興行に移管された。
ここでは、後継施設の仙台東宝ビル（せんだいとうほうビル）についても述べる。

## 歴史
1922年（大正11年）8月11日、仙台市の東三番丁に帝国館が開業した。その後、帝国館は読売会館、多聞会館、新興映画劇場を経て、1938年（昭和13年）に東宝の直営館の仙台東宝映画劇場となった。しかし、1945年（昭和20年）7月10日の仙台空襲により建物が焼失した。1946年（昭和21年）1月17日、東一番丁の仙台三越の5階に東宝三越劇場としてオープンし、その後、1954年（昭和29年）10月に東五番丁17へ移転して館名を仙台東宝劇場と改称した。
1963年（昭和38年）3月に新築の東宝仙台ビルが完成し、ここの6階に仙台東宝劇場が移転した。1986年（昭和61年）3月、ビル8階に仙台東宝2がオープンし、2館体制となった。
近隣のシネマコンプレックスに客足を奪われたことや、建物の老朽化も重なり、2006年（平成18年）2月26日、仙台東宝劇場は「帝国館」時代から数えて84年におよぶ歴史に幕を下ろした。東宝1の最後の上映作品が『ALWAYS 三丁目の夕日』、東宝2が『単騎、千里を走る。』であった。建物は建て替えられ、2008年（平成20年）7月1日に後述の仙台東宝ビルが新しく完成した。
その後しばらく宮城県内に東宝系統の映画館は存在しなかったが、2016年（平成28年）7月1日、仙台パルコ2の6階にTOHOシネマズ運営のシネコン「TOHOシネマズ仙台」がオープンし、10年ぶりに仙台市内への再進出を果たした。

## 各館の特徴
仙台東宝劇場
定員588席。常に洋画の大作・話題作と、ヒット予想の高い邦画を上映。東北地区における東宝系のチェーンマスター的存在として親しまれた。
仙台東宝2
定員70席。映写室は客席左脇側にあり、映写室内および座席後部のミラーで反射しながら映写していた。

## 仙台東宝ビル
映画館閉館後に建物は解体され、その跡地に建てられたのが仙台東宝ビルである。このビル内に映画館は無い。5階から13階部分にビジネスホテル「リッチモンドホテルプレミア仙台駅前」がオープンした。地下1階に早野商事株式会社運営の飲食店「和食『波奈』仙台店」（仙台ホテル2階から移転）、1階から4階部分には野村證券仙台支店がテナントとして入居している。
なお、旧東宝仙台ビルは地上8階・地下1階建てで、地下1階に株式会社一の坊運営の「珈琲院『詩仙』」、1階には高山書店（2002年経営破綻）、4階には野村證券仙台支店があり、東宝2のあった8階には竹中工務店の事務所がテナントとして隣接していた。

## アクセス
- JR仙台駅から徒歩2分
- JR仙石線 あおば通駅1番出口直結
- 仙台市地下鉄南北線 仙台駅北4番出口直結